# Żukiw
Żukiw (ukr. Жуків) – wieś na Ukrainie, w obwodzie chmielnickim, w rejonie sławuckim.
Pod rozbiorami siedziba gminy Żukow w powiecie zasławskim guberni wołyńskiej. 

## Urodzeni w Żukowie
- Mieczysław Kowalewski – polski zoolog, parazytolog, wykładowca Akademii Rolniczej w Dublanach i Politechniki Lwowskiej. Zwolennik ewolucjonizmu, miłośnik i znawca Tatr, wydawca tzw. „Kalendarzyka Tatrzańskiego”[1].